# Dichromodes orectis
Dichromodes orectis là một loài bướm đêm trong họ Geometridae.